# Sven Johansson (konstnär)
Sven Gustav Johansson, född 27 maj 1916 i Sundbyberg, död 10 november 1990 i Stockholm, var en svensk målare och konsthantverkare.
Han var son till verktygsarbetaren Gustav Johansson och Julia Vallander och från 1940 gift med Rut Hägg. Johansson studerade vid Konsthögskolan 1937–1941 och under studieresor till Nederländerna, Frankrike och Spanien. Separat ställde han ut på Bones konstsalong i Stockholm 1954 och han medverkade i ett flertal samlingsutställningar i Stockholm och på skilda platser i landsorten. Hans alster består av stilleben, interiörer, figurmotiv, stadsbilder och landskap i olja, pastell eller akvarell samt arbeten i intarsia och finare möbler. Sven Johansson är gravsatt i minneslunden på Norra begravningsplatsen utanför Stockholm.